# اوگلسبی (ایلینوی)
اوگلسبی، ایلینوی (به انگلیسی: Oglesby, Illinois) یک شهر در ایالات متحده آمریکا با جمعیت ۳٬۷۹۱ نفر است که در ایلی‌نوی واقع شده‌است.

## موقعیت جغرافیایی
موقعیت جغرافیایی شهرها و مناطق اطراف به شرح زیر است: